# Малый блитов дятел
Малый блитов дятел (лат. Blythipicus rubiginosus)— вид птиц из семейства дятловых. Подвидов не выделяют.

## Распространение
Обитают на территории Брунее, Индонезии и Малайзии (острова Суматра, Борнео — там описана раса этих птиц parvus, отличия которой, однако, недостаточны для выделения её в качестве подвида), в южной части Мьянмы, Сингапуре, а также в южной части Таиланда. Живут в лесах.

## Описание
Длина тела 23-24 см. Вес 64-92 г. У самцов тусклая оливково-коричневая голова. Кончики перьев по бокам шеи малиновые, малиновый цвет встречается и на других частях тела. Верхняя сторона коричневая с тусклым красно-каштановым налётом. верхняя часть хвоста тёмно-коричневая. Горло тускло-коричневое, длинный прямой клюв. Радужные оболочки насыщенно-красные или коричневато-красные. Ноги серые или черноватые.
У самок клюв короче, а малиновый цвет на голове отсутствует.

## Биология
Питаются личинками насекомых, в том числе жуков. Долбят клювами гниющее дерево.